# Drymaria anomala
Drymaria anomala är en nejlikväxtart som beskrevs av S. Wats. Drymaria anomala ingår i släktet Drymaria och familjen nejlikväxter. Inga underarter finns listade i Catalogue of Life.